# Paul Richards
Paul Richards (ur. 16 lutego 1956) – lekkoatleta, pochodzący z Antigui i Barbudy, specjalizujący się w biegach sprinterskich.
Reprezentował swój kraj w sztafecie 4 × 100 metrów  i sztafecie 4 × 400 metrów na Letnich Igrzyskach Olimpijskich 1976, w obu przypadkach odpadając w eliminacjach.